# Jack Aitken
 Jack Aitken és un pilot de curses automobilístiques britànic que ha arribat a disputar curses de Fórmula 1.
Va néixer el 23 de setembre del 1995 a Londres, Anglaterra

## A la F1
Entre els anys 2016 i 2018 fou pilot de l' Academia de Renault Sport, arrivant a ésser provador de Renault a la Fórmula 1. A partir de 2020 fou pilot reserva de l'escuderia Williams, i va debutar com a tercer pilot al Gran Premi d'Estiria.
Jack Aitken va debutar a la setzena cursa de la temporada 2020 del campionat del món de la Fórmula 1, disputant el 6 de desembre del 2020 el G.P. de Sakhir al circuit de Sakhir. Va ocupar el lloc de George Russell que al seu torn va córrer amb el cotxe de Lewis Hamilton. Va finalitzar en setzè lloc. Fins ara és la seva única participació a la F1.

### Resum
| Curses: | Victòries: | Pòdiums: | Poles: | Voltes ràpides: | Punts: |
| ------- | ---------- | -------- | ------ | --------------- | ------ |
| 1       | 0          | 0        | 0      | 0               | 0      |